# Riolama
Genre
Riolama est un genre de sauriens de la famille des Gymnophthalmidae.

## Répartition
Les quatre espèces de ce genre sont endémiques du Venezuela.

## Description
Ce sont des sauriens diurnes et ovipares. Ils sont assez petits avec des pattes petites voire atrophiées.

## Liste des espèces
Selon The Reptile Database (8 septembre 2015) :
- Riolama inopinata Kok, 2015
- Riolama leucosticta (Boulenger, 1900)
- Riolama luridiventris Esqueda, La Marca & Praderio, 2004
- Riolama uzzelli Molina & Señaris, 2003

## Publication originale
- Uzzell, 1973 : A revision of the genus Prionodactylus with a new genus for P. leucostictus and notes on the genus Euspondylus (Sauria, Teiidae). Postilla, vol. 159, p. 1-67 (texte intégral).